# Joris van Schooten
Joris van Schooten, né en 1587 à Leyde où il est mort en 1651, est un artiste peintre de l'âge d'or de la peinture néerlandaise.
Il est le frère du mathématicien Frans van Schooten.

## Biographie
Il est né à Leyde, fils d'un immigrant flamand dont on sait qu'il a été l'élève de Everard Crijnsz. van der Maes (en) à La Haye en 1604 et pendant trois ans. Très porté sur le dessin dès son plus jeune âge, il devient, selon Houbraken, apprenti à 17 ans auprès du portraitiste Coenraad van der Maas. Trois ans plus tard, il devient indépendant.
Il vit un temps à Delft où il est fortement influencé par l'école de Michiel Jansz. van Mierevelt.
Il envisage de partir faire son Grand Tour, mais ses parents lui arrangent un mariage avec Marijtgen Bouwens van Leeuwen, qui aura lieu le 17 mai 1617 à Leyde, on il reste définitivement,. Il rejoint la guilde de Saint-Luc de la ville pour laquelle il est très actif, faisant partie d'un groupe ayant signé une pétition en 1609 puis en 1610 pour obtenir de la ville une charte plus protectrice pour la guilde.
En 1626, il obtient des commandes de portraits lucratives de la part de la schutterij de la ville. Il peint des pièces historiques pour la mairie et obtient également une commande de l'Église luthérienne en 1640 pour une série de peintures sur la vie de l'Homme.
Il serait le maître de Coenraad van der Maas, de Jan Lievens et de Abraham van den Tempel. Mais surtout, il a été le maître de Rembrandt,.
On ne sait pas s'il a un lien de parenté avec son contemporain du même nom, le peintre de nature morte d'Amsterdam Floris van Schooten.

## Œuvres
Ses peintures sont toujours accrochées aux murs de l'église luthérienne et de la mairie de Leyde, depuis leur première installation

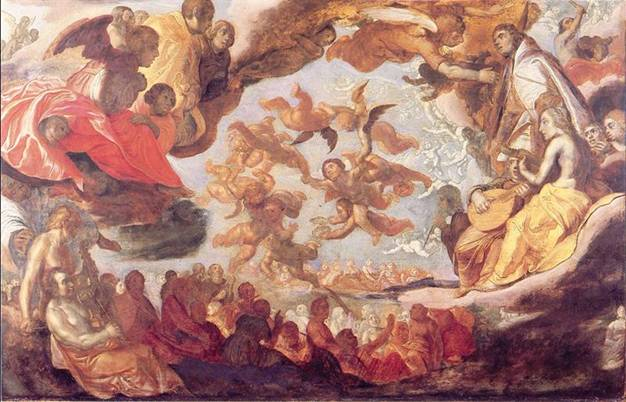
Kroon des Levens, église luthérienne de Leyde.
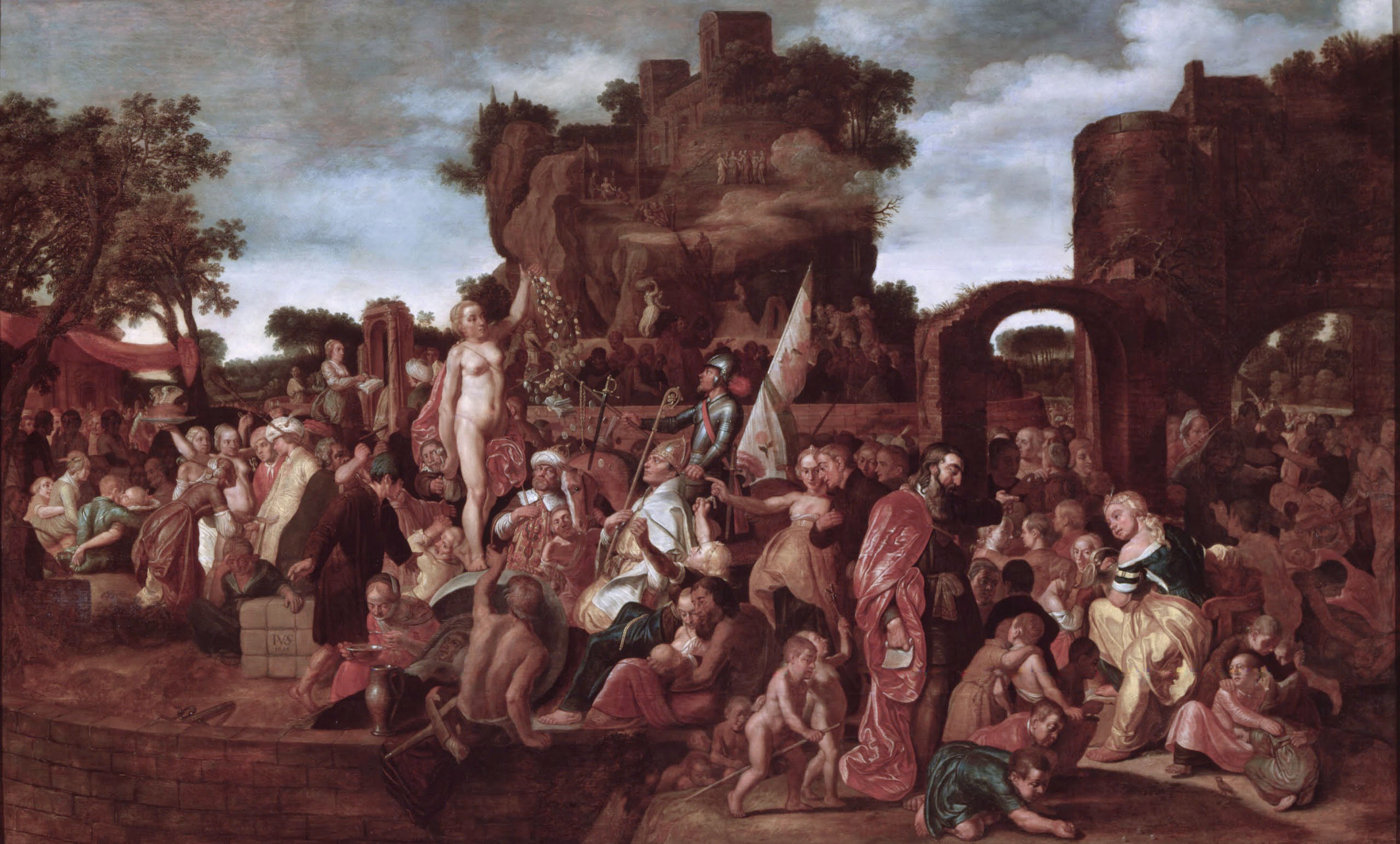
Allégorie sur la folie de l'Homme (1607)